# Лук'янов Олександр Вікторович
Лук'янов Олександр Вікторович (19 серпня 1949) — радянський академічний веслувальник.
Олімпійський чемпіон 1976 року в складі розпашної четвірки зі стерновим, срібний призер 1980 (розпашні двійки зі стерновим), 1988 (вісімки) років, бронзовий призер 1996 року в складі вісімки, учасник 2000 року.
Чемпіон світу 1974 (розпашні двійки зі стерновим), 1975 (розпашні четвірки зі стерновим) років, срібний призер 1977 року в складі вісімки.
Чемпіон Європи 1973 року в складі розпашної двійки зі стерновим, бронзовий призер 1971 року в складі розпашної двійки зі стерновим.